# Columbia River Gorge

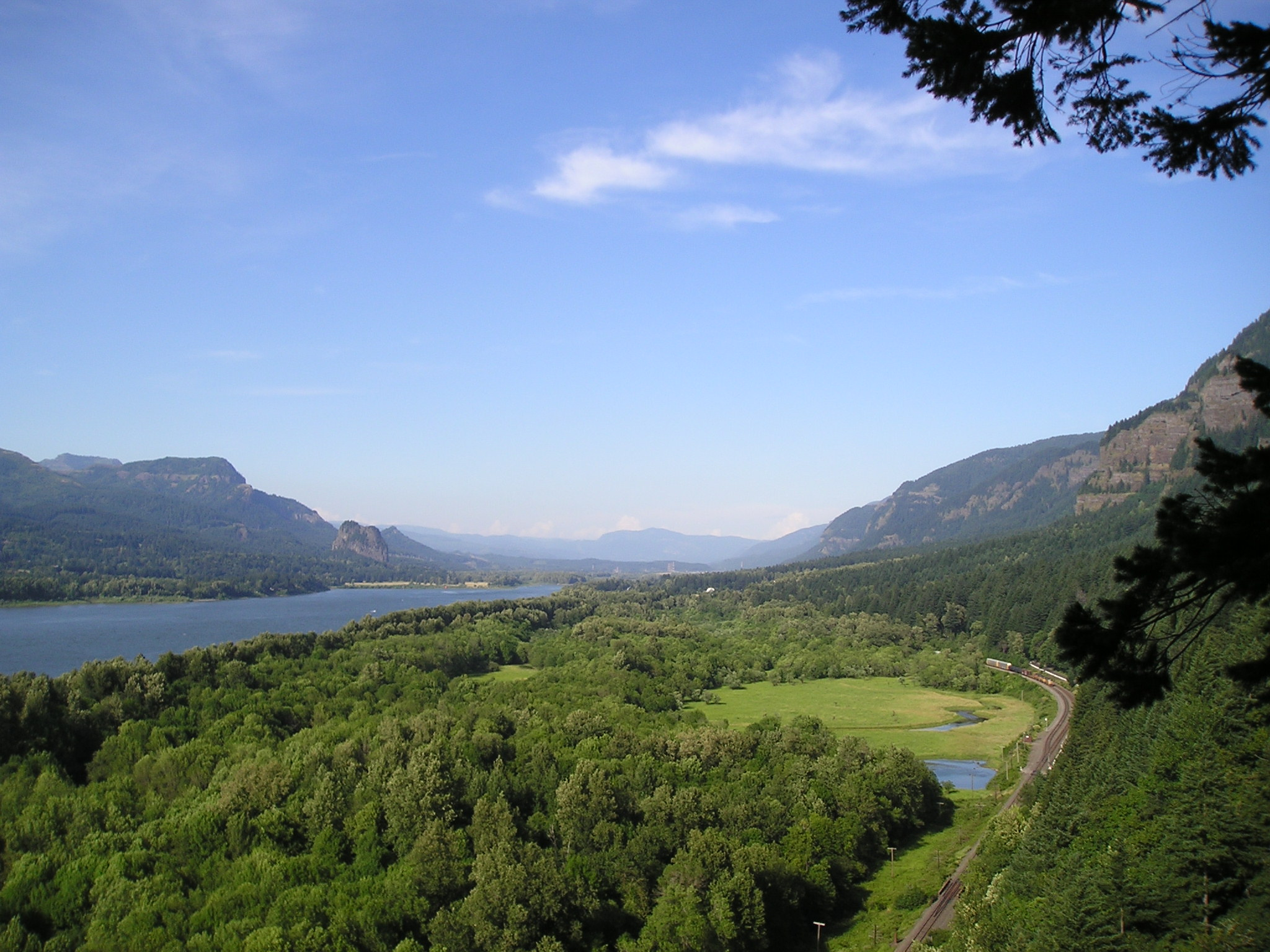
Zicht op de Columbia River Gorge (richting oosten) vanaf de Multnomahwatervallen

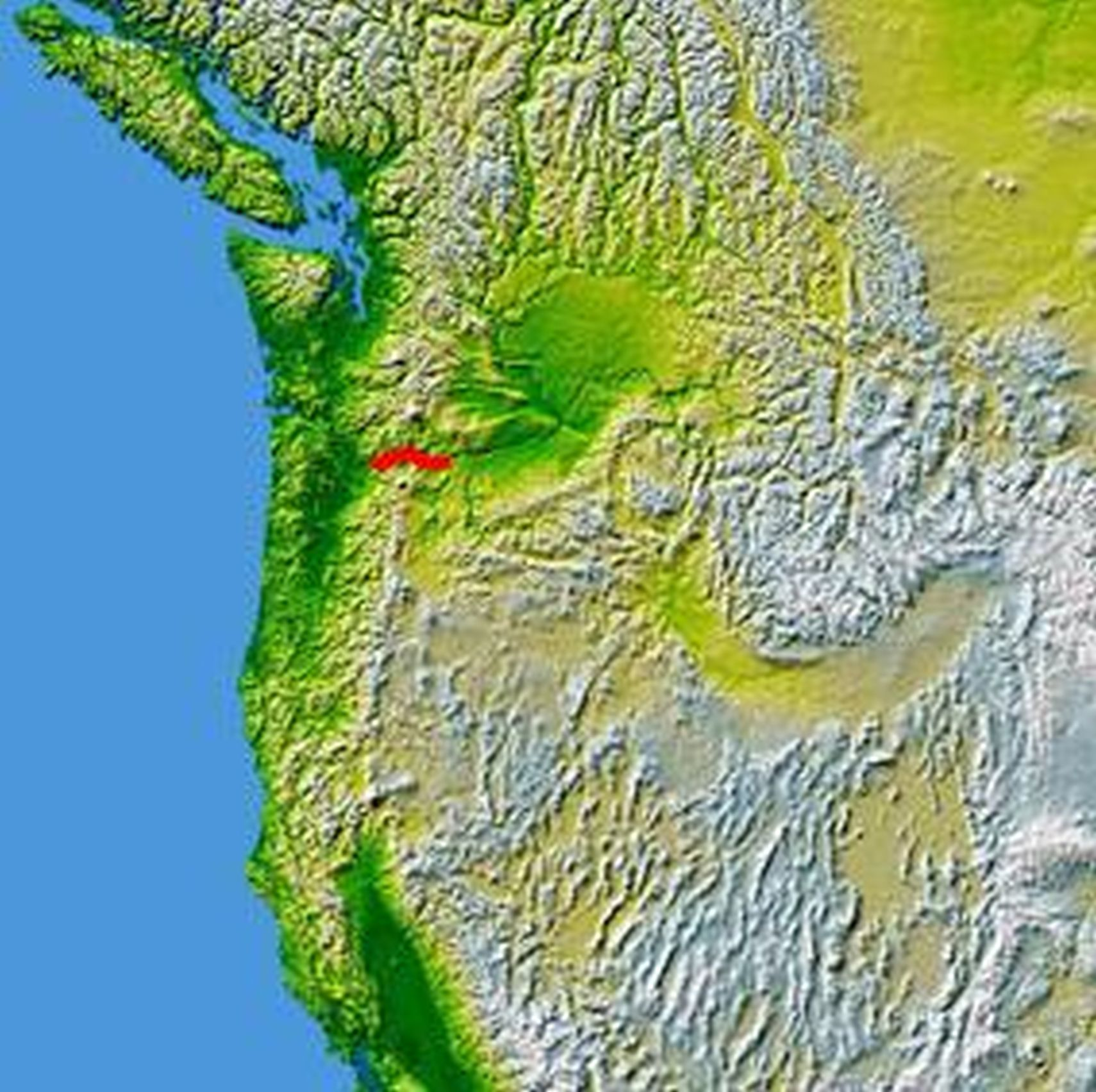
De Columbia River Gorge in het rood aangeduid op een terreinweergave van de regio

De Columbia River Gorge is een brede kloof in de Pacific Northwest in de Verenigde Staten. De 1200 meter diepe kloof werd uitgesleten door de machtige Columbia, de rivier met het grootste debiet op het westelijke halfrond die uitmondt in de Grote Oceaan.
De kloof doorsnijdt het Cascadegebergte en is 130 kilometer lang. De grens tussen Oregon (in het zuiden) en Washington (in het noorden) werd hier bij de Columbia gelegd. De noordoever maakt dus deel uit van het zuidwesten van de staat Washington, terwijl de zuidelijke oever tot Oregon behoort. De kloof ligt direct ten oosten van het metropolitane gebied van Portland en start in het oosten ongeveer bij de monding van de Deschutes in de Columbia (nabij Roosevelt en Arlington).
De Columbia in deze kloof zorgt voor de enige bevaarbare waterweg doorheen het Cascadegebergte en voor de enige waterweg tussen het Columbiaplateau ten oosten van het Cascadegebergte en de Grote Oceaan in het westen. Interstate 84, U.S. Route 30, Washington State Route 14 en twee spoorwegen lopen doorheen de kloof. De BNSF Railway volgt de noordelijke oever terwijl de Union Pacific Railroad op de zuidoever loopt. Er zijn vier bruggen over de rivier in de kloof, waaronder de opmerkelijke Bridge of the Gods.
De kloof is beschermd als National Scenic Area en wordt beheerd door de Columbia River Gorge Commission en de U.S. Forest Service. Het zuidelijke deel van de kloof is beschermd als het Mount Hood National Forest.

Panorama vanaf Mount Hamilton richting zuiden. Links is de Bonnevilledam zichtbaar. Centraal-links ligt het stadje North Bonneville. Het hoge punt, rechts-centraal, is Nesmith Point, het hoogste punt van de rand van de kloof (1173 m).

## Beschrijving
De kloof wordt gekenmerkt door een snelle transitie van gematigd regenwoud aan de westzijde naar droge graslanden aan de oostzijde. Het gematigd regenwoud aan de westelijke zijde wordt gekenmerkt door Acer macrophyllum, douglasspar,  westelijke hemlockspar, allen bedekt met epifyten. In de overgangszone (tussen Hood River en The Dalles) wordt de vegetatie gedomineerd door Quercus garryana (Oregon white oak, een soort eik), ponderosaden en populier (cottonwood). Aan de oostelijke zijde maken de bossen plaats voor uitgestrekte graslanden met enkele kleinere groepen draaiden en ponderosaden.
Door atmosferische drukverschillen tussen het oosten en het westen van het Cascadegebergte ontstaat er een windtunneleffect waarbij hoge windsnelheden ontstaan. De kloof is dan ook populair om te windsurfen en te kiteboarden. In de wintermaanden ontstaan er vaak sneeuwstormen die zeer koude oostenwinden doen ontstaan aan het westelijke einde van de kloof.
De Columbia River Gorge is een populaire bestemming om te wandelen, fietsen, vissen en watersporten. De Pacific Crest Trail kruist het gebied. Het gebied is gekend voor zijn hoge aantal watervallen, met meer dan 90 watervallen alleen al aan de zuidzijde van de kloof. Velen bevinden zich langs de Historic Columbia River Highway, waaronder de 190 meter hoge Multnomahwatervallen.

## Geschiedenis
De kloof fungeert al duizenden jaren als corridor voor menselijk verkeer. De oorspronkelijke bevolking reisde door de kloof om handel te drijven bij Celilo Falls, aan de oostzijde van de kloof. Hierbij volgde men zowel de rivier als de hogere route op de noordflank van Mount Hood (Lolo Pass).

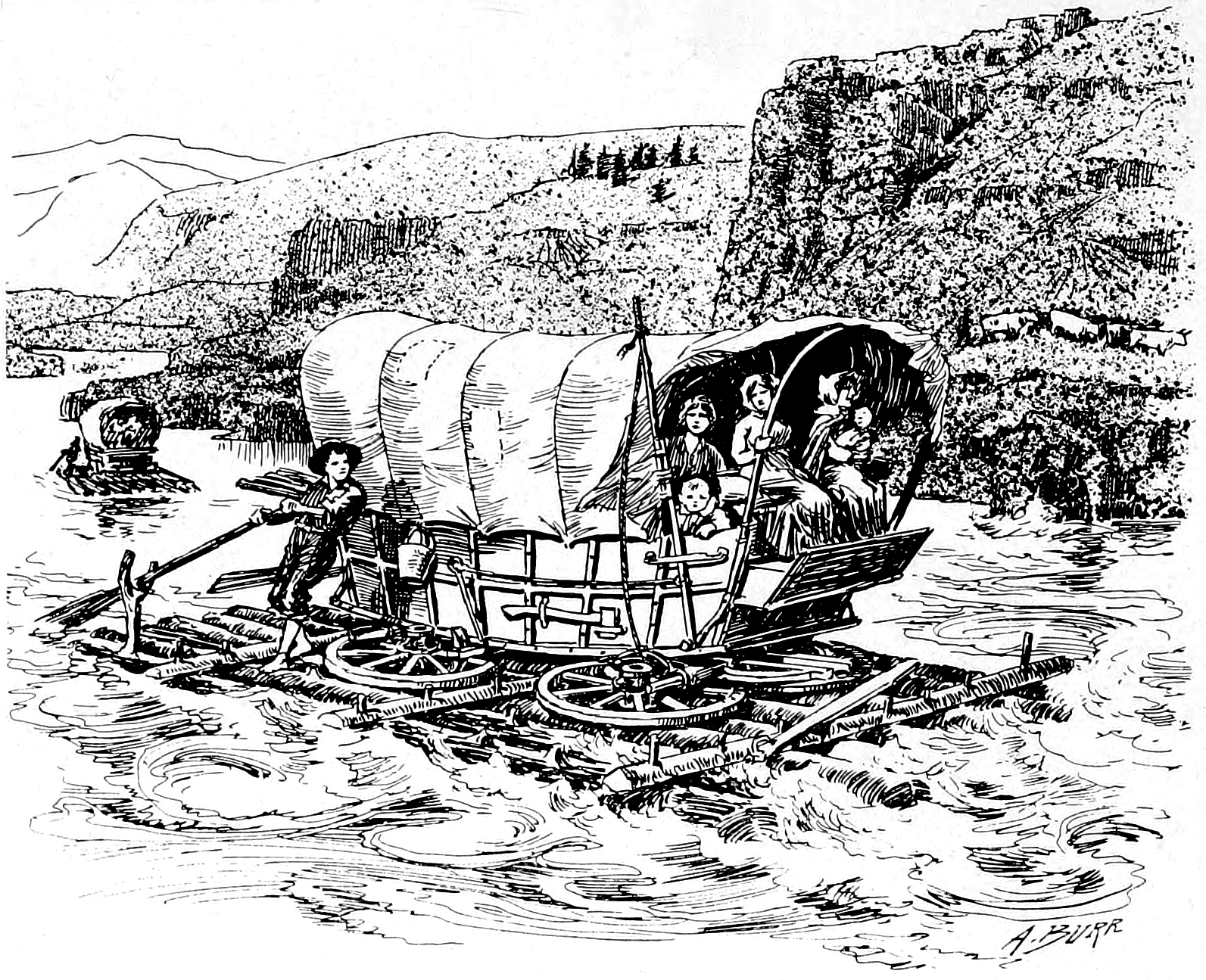
Tijdens de trek van 1843 dienden de huifkarren voor het laatste stuk van de route nog omgebouwd te worden tot raften. Later werd een weg aangelegd ten zuiden van Mount Hood.

In 1805 trok de expeditie van Lewis en Clark door de kloof om zo de Grote Oceaan te bereiken. Vroege Europese en Amerikaanse kolonisten legden vervolgens stoombootlijnen en spoorweglijnen aan door de kloof. 

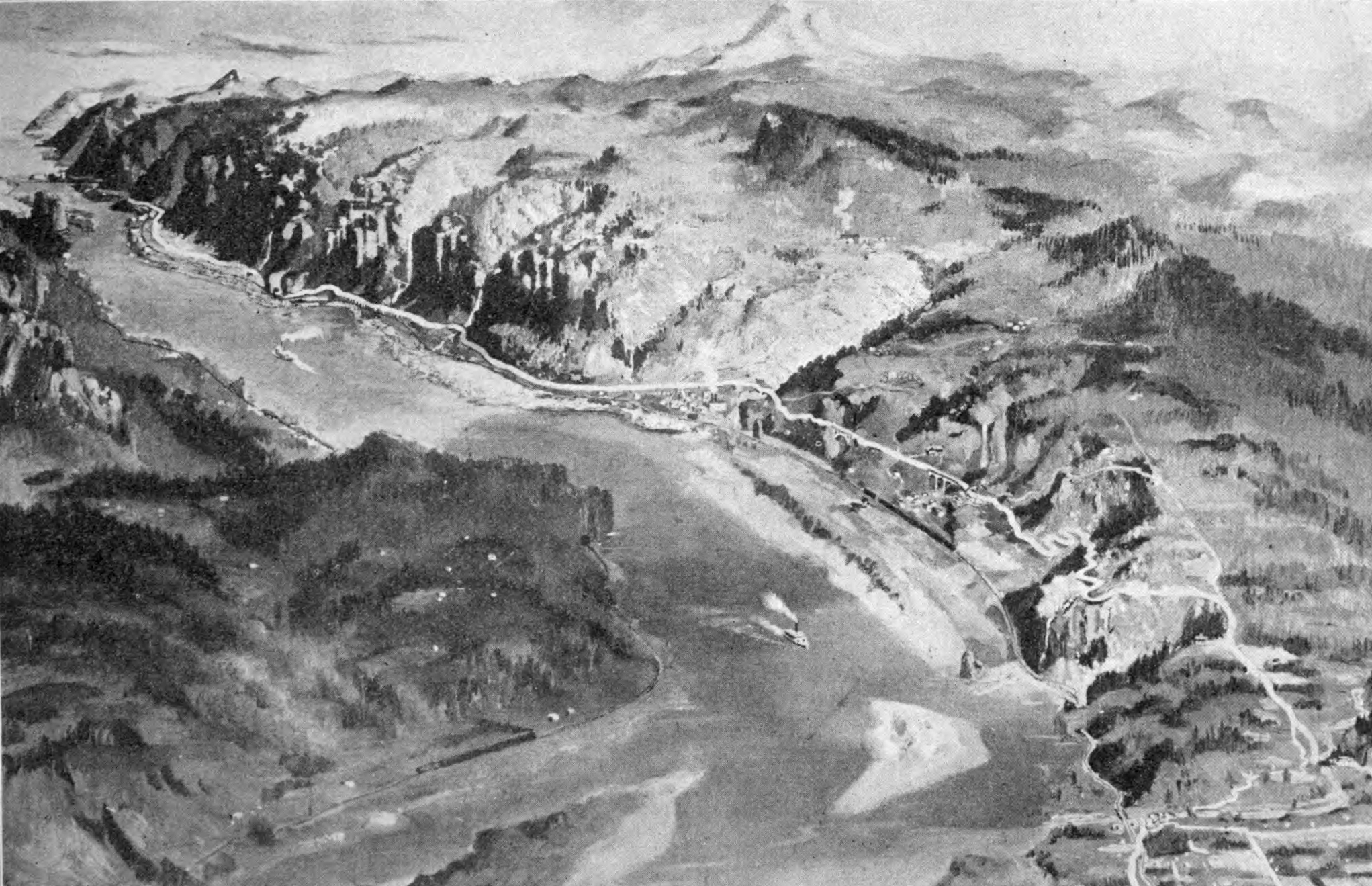
Vroege schets (1916) van de Columbia River Highway

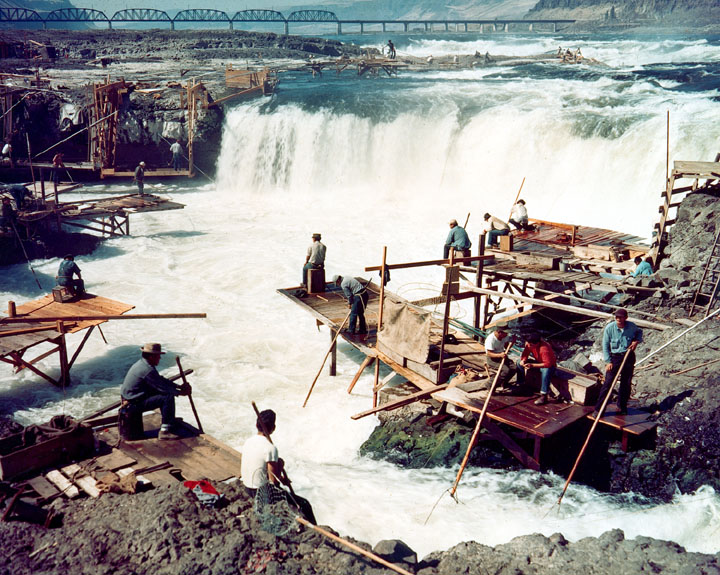
Celilo Falls omstreeks 1957

In de vroege twintigste eeuw werd de Columbia River Highway aangelegd doorheen de kloof. Dit was de eerste grote verharde weg in de Pacific Northwest. Door de aanleg van de Bonnevilledam en de dam bij The Dalles verdwenen de grote stroomversnellingen van de rivier onder water, wat de scheepvaart aanzienlijk vergemakkelijkte. Tot 1957 bleven Celilo Falls een zeer belangrijke plaats voor de zalmvangst voor lokale Indianen, waarna ze verdwenen in het water van het stuwmeer achter de The Dalles Dam.